# PHYceiver
Un PHYceiver est un dispositif réseau qui opère au niveau de la couche physique (couramment abrégée PHY) du modèle OSI.
Un PHYceiver Ethernet est une interface capable d'envoyer et de recevoir des trames de données Ethernet. Il lui manque les fonctionnalités avancées des cartes réseau (NIC), comme le Wake-on-LAN ou le Boot ROM. De plus, à la différence d'une carte réseau, un PHYceiver ne possède pas d'adresse MAC.
Une connexion Ethernet standard consiste en deux interfaces superposées : une PHY pour le lien physique et une MAC pour la couche liaison de données. L'interface PHY n'a pas besoin de pilote, mais l'interface MAC doit en posséder un. Dans le cas d'une interface Ethernet sur carte mère, le chipset contient la seule couche MAC alors que la couche PHY est portée par la carte mère elle-même.
Quelques exemples de PHYceivers :
- Integrated Circuit Systems ICS1893 ;
- Realtek RTL8201 ;
- VIA Technologies VIA6103.

Les PHYceivers sont utilisés tels quels dans les hubs, les commutateurs, et comme base pour les cartes réseau.